# NGC 4385
NGC 4385 este o hi (21cm) source⁠(d) situată în constelația Fecioara. A fost descoperită în 22 martie 1865 de către Albert Marth. Se află la o distanță de 32,5 de megaparseci de Pământ.